# Phyllodrepa ioptera
Phyllodrepa ioptera är en skalbaggsart som först beskrevs av Stephens 1832.  Phyllodrepa ioptera ingår i släktet Phyllodrepa, och familjen kortvingar. Arten är reproducerande i Sverige.